# Nucli (matemàtiques)
En la disciplina matemàtica de l'àlgebra abstracta, el nucli d'un homomorfisme mesura el grau de què li manca a l'homomorfisme injectiu. Un cas especial important és el nucli d'una aplicació lineal. El nucli d'una matriu és el nucli de l'aplicació lineal definida per la matriu.
La definició de nucli adopta diverses formes en els diversos contextos en què es pot trobar. Però en tots ells, el nucli d'un homomorfisme és trivial si i només si l'homomorfisme és injectiu. El Primer teorema d'isomorfisme és un resultat que implica l'objecte quocient (també anomenat àlgebra quocient en àlgebra universal) definit pel nucli.

## Exemples

### Aplicacions lineals
Siguin V i W dos espais vectorials sobre un cos (o més generalment, mòduls sobre un anell), i sigui T una aplicació lineal de V a W. Si 0W és vector nul de W, llavors el nucli de T és la antiimatge de l'espai nul {0W}; és a dir, el subconjunt de V que consisteix en tots aquells elements de V que s'envien per T a l'element 0W. El nucli es denota normalment com a ker T o ker T:
{\displaystyle \operatorname {ker} T=\{\mathbf {v} \in V:T(\mathbf {v} )=\mathbf {0} _{W}\}{\text{.}}}
Com que tota aplicació lineal envia el vector nul al vector nul (hom diu que conserva els vectors nuls), el vector nul 0V de V necessàriament ha de pertànyer al nucli de l'aplicació. La transformació T és injectiva si i només si el seu nucli queda reduït al subespai nul.
El nucli ker T és sempre un subespai lineal de V. Així, té sentit parlar de l'espai quocient V/(ker T). El primer teorema d'isomorfisme per a espais vectorials afirma que aquest espai quocient és naturalment isomorf a la imatge de T (que és un subespai de W). En conseqüència, la dimensió de V és igual a la dimensió del nucli més la dimensió de la imatge.
Si V i W tenen dimensió finita i hom n'escull bases respectives, llavors es pot descriure T mitjançant una matriu M, i el nucli de T es pot calcular mitjançant la resolució del sistema homogeni d'equacions lineals Mv = 0. En tal cas, hom pot identificar el nucli de T amb el nucli de la matriu M, també anomenat "espai nul de M". La dimensió de l'espai nul de M ve donat pel nombre de columnes de M menys el rang de M, la qual cosa és una conseqüència del teorema del rang.
La resolució d'equacions diferencials homogènies sovint se centra a calcular el nucli de certs operadors diferencials. Per exemple, per tal de trobar totes les funcions dues vegades diferenciables f de la recta real en ella mateixa tals que
{\displaystyle xf''(x)+3f'(x)=f(x),}
sigui V l'espai de totes les funcions diferenciables dues vegades, sigui W l'espai de totes les funcions, i defineixi's un operador lineal T de V a W com
{\displaystyle (Tf)(x)=xf''(x)+3f'(x)-f(x)}
on f pertany a V i x és un nombre real arbitrari. Llavors totes les solucions a l'equació diferencial pertanyen a ker T.
Hom pot definir nuclis d'homomorfismes entre mòduls sobre un anell d'una manera anàloga. Això inclou els nuclis d'homomorfismes entre grups abelians com a cas especial.

### Homomorfismes de grups
Siguin G i H dos grups, i sigui f un homomorfisme de grups de G a H. Si eH és l'element identitat de H, llavors el nucli de f és la preimatge del conjunt singletó {eH}; és a dir, el subconjunt de G que consisteix en tots aquells elements de G que són enviats per f a l'element eH. Hom acostuma a denotar el nucli per ker f (o una variació, com ara ker f). En símbols:
{\displaystyle \operatorname {ker} f=\{g\in G:f(g)=e_{H}\}{\mbox{.}}}
Com que un homomorfisme de grups conserva els elements identitat, l'element identitat eG de G ha de pertànyer al nucli de f. L'homomorfisme f és injectiu si i només si el seu nucli es compon exclusivament del conjunt singletó {eG}. Això és cert perquè, si l'homomorfisme f no és injectiu, llavors existeixen {\displaystyle a,b\in G} amb {\displaystyle a\neq b} tals que {\displaystyle f(a)=f(b)}. Això significa que {\displaystyle f(a)f(b)^{-1}=e_{H}}, la qual cosa és equivalent a afirmar que {\displaystyle f(ab^{-1})=e_{H}}, ja que els homomorfismes de grup porten inversos a inversos i, per tant, {\displaystyle f(a)f(b^{-1})=f(ab^{-1})}. En altres paraules, {\displaystyle ab^{-1}\in \operatorname {ker} f}. Recíprocament, si existeix un element {\displaystyle g\neq e_{G}\in \operatorname {ker} f}, llavors {\displaystyle f(g)=f(e_{G})=e_{H}} i, per tant, f no és injectiu.
El grup ker f no és només un subgrup de G, sinó que també és un subgrup normal. Així, té sentit parlar del grup quocient G/(ker f). El primer teorema d'isomorfisme per a grups afirma que aquest grup quocient és isomort de manera natural a la imatge de f (que és un subgrup de H).

### Homomorfismes d'anells
Siguin R i S dos anells (suposi's unitaris), i sigui f un homomorfisme d'anells entre R i S. Si 0S és l'element nul de S, llavors el nucli de f és el seu nucli com a aplicació lineal sobre els enters, o, de forma equivalent, com a grups additius. És la preimatge de l'ideal zero {0S}, que és el subconjunt de R que consisteix en tots aquells elements de R que s'envien per f a l'element 0S. El seu nucli es denota per ker f (o una variació). En símbols:
{\displaystyle \operatorname {ker} f=\{r\in R:f(r)=0_{S}\}{\mbox{.}}}
Com que un homomorfisme d'anells conserva els elements nuls, l'element nul 0R de R ha de pertànyer al nucli de f. L'homomorfisme f és injectiu si i només si el seu nucli és només el conjunt singletó {0R}. Això sempre és cert si R és un cos i S no és l'anell trivial.
Donat que ker f conté l'element identitat multiplicatiu només si S és l'anell trivial, resulta que el nucli no és, en general, un subanell de R. El kernel és un subpseudoanell, i més concretament, un ideal de R per l'esquerra i per la dreta. Així, té sentit parlar de l'anell quocient R/(ker f). El primer teorema d'isomorfisme per a anells afirma que aquest anell quocient és isomorf de manera natural a la imatge de f (que és un subanell de S). Cal observar que no cal que els anells siguin unitaris per a la definició de nucli.

### Homomorfismes de monoides
Siguin M i N dos monoides i sigui f un homoorfisme de monoides entre M i N. Llavors el nucli de f és el subconjunt del producte directe M × M format per tots aquells parells ordenats d'elements de M els components dels quals són ambdós enviats per f al mateix element de N. Aquest nucli es denota normalment per ker f (o una variació). En símbols:
{\displaystyle \operatorname {ker} f=\{(m,m')\in M\times M:f(m)=f(m')\}{\mbox{.}}}
Com que f és una funció, els elements de la forma (m, m) ha de pertànyer al seu nucli. L'homomorfisme f és injectiu si i només si el seu nucli està format només pel conjunt diagonal {(m, m) : m ∈ M}.
Resulta que ker f és una relació d'equivalència en M, i de fet una relació de congruència. Així, té sentit per parlar del monoide quocient M/(ker f). El primer teorema d'isomorfisme per a monoids afirma que aquest monoide quocient és isomorf de manera natural a la imatge de f (que és un submonoid de N) per la relació de congruència.
Aquest cas és molt de la resta d'exemples presentats. En particular, la preimage de l'element identitat de N no és suficient per determinar el nucli de f.

## Àlgebra universal
Tot el per sobre dels casos poden ser unificats i generalitzats en àlgebra universal.

### Cas general
Siguin A i B dues estructures algebraiques d'un tipus donat i sigui f un homomorfisme d'aquest tipus entre A i B. Llavors el nucli de f és el subconjunt del producte directe A × A format per tots aquells parells ordenats d'elements de A els components dels quals són ambdós enviats per f al mateix element de B. El nucli de f es denota normalment com a ker f (o una variació). En símbols:
{\displaystyle \operatorname {ker} f=\{(a,a')\in A\times A:f(a)=f(a')\}{\mbox{.}}}
Com que f és una funció, els elements de la forma (a, a) pertanyen necessàriament al nucli de f.
L'homomorfime f és injectiu si i només si el seu nucli és exactament el conjunt diagonal {(a, a) : a ∈ A}.
És senzill veure que ker f és una relació d'equivalència en A, i de fet és una relació de congruència. Així, té sentit parlar de l'àlgebra quocient A/(ker f). El primer teorema d'isomorfisme en àlgebra universal general afirma que aquesta àlgebra quocient és isomorfa de manera natural a la imatge de f (que és una subàlgebra de B).
Cal observar que aquesta definició de nucli (com en el cas dels monoides) no depèn de l'estructura algebraica; és un concepte purament de teoria de conjunts.

### Àlgebres de Mal'cev
En el cas d'àlgebres de Mal'cev, aquesta construcció es pot simplificar. Tota àlgebra de Mal'cev té un element neutre especial (el vector nul en el cas d'espais vectorials, l'element neutre en el cas de grups commutatius, i l'element nul en el cas d'anells o mòduls). La característica d'una àlgebra de Mal'cev és que podem recuperar la totalitat de la relació d'equivalència ker f a partir de la classe d'equivalència de l'element neutre.
Més específicament, siguin A i B dues estructures algebraiques de Mal'cev d'un cert tipus, i sigui f un homomorfisme d'aquest tipus entre A i B. Si eB és l'element neutre de B, llavors el nucli de f és la preimatge del conjunt singletó {eB}; és a dir, el subconjunt de A format per tots aquells elements de A que són enviats a eB per f. El nucli de f es denota per ker f (o una variació). En símbols:
{\displaystyle \operatorname {ker} f=\{a\in A:f(a)=e_{B}\}{\mbox{.}}}
Com que un homomorfisme d'àlgebres de Mal'cev conserva els elements neutres, l'element d'identitat eA de A ha de pertànyer al seu nucli. L'homomorfisme f és injectiu si i només si el seu nucli consta només del conjunt singletó {eA}.
La noció d'ideal es pot generalitzar a qualsevol àlgebra de Mal'cev (de manera anàloga a un subespai vectorial en el cas d'espais vectorials, un subgrup normal en el cas de grups, ideals per la dreta i per l'esquerra en el cas d'anells, o submòduls en el cas de mòduls). Es compleix que ker f no és una subàlgebra de A, però és un ideal. Aleshores té sentit parlar de l'àlgebra quocient G/(ker f). El primer teorema d'isomorfisme per a àlgebres de Mal'cev afirma que aquesta àlgebra quocient és isomorfa de manera natural a la imatge de f (que és una subàlgebra de B).

## Àlgebres amb estructura no algebraica
De vegades, hom dota les àlgebres amb una estructura no algebraica a més de les seves operacions algebraiques. Per exemple, es poden considerar grups topològics o espais vectorials topològics, que estan dotats d'una topologia. En aquest cas, es podria esperar que l'homomorfisme f conservés aquesta estructura addicional; en els exemples topològics, hom esperaria que f fos una aplicació contínua. Aquest procés pot tenir algun inconvenient amb les àlgebres quocient, que poden no tenir un bon comportament. En els exemples topològics, hom pot estalviar-se problemes si cal que les estructures algebraiques topològiques siguin de tipus Hausdorff (cosa que es fa normalment); aleshores. el nucli de l'aplicació serà un conjunt tancat i l'espai quocient es comporta de la manera esperada (i també és Hausdorff).